# Jeger Carrocerias
Indústrias Jeger Carrocerias Ltda.  war ein brasilianischer Hersteller von Automobilen.

## Unternehmensgeschichte
Das Unternehmen hatte seinen Sitz in Rio de Janeiro. 1986 begann die Produktion von Automobilen. Der Markenname lautete Camel. Das Ende der Produktion ist nicht überliefert.

## Fahrzeuge
Ein Modell ähnelte dem Geländewagen Lamborghini LM002. Ein verstärktes Fahrgestell von Volkswagen do Brasil bildete die Basis. Darauf wurde eine viersitzige Karosserie aus Fiberglas montiert. Ein luftgekühlter Vierzylinder-Boxermotor vom VW Brasília war im Heck montiert und trieb die Hinterräder an.
Außerdem stellte das Unternehmen Ersatzkarosserien aus Fiberglas für den Jeep CJ-5 her.